# Amesbury (Massachusetts)
Amesbury – miasto w Stanach Zjednoczonych, w hrabstwie Essex, stanu Massachusetts.
Od 1853 roku, Amesbury było słynne z produkcji karet, które przekształciło się w produkcję karoserii samochodowych.